# Пайцев, Антон
Антон Пайцев (эст. Anton Paitsev; 17 января 1979, Таллин) — эстонский футболист, левый полузащитник.

## Биография
Воспитанник Таллинской футбольной школы («Таллинна Ялгпалликоол»). Во взрослом футболе начал выступать в сезоне 1994/95 за старшую команду школы в низших лигах Эстонии.
С сезона 1995/96 начал играть за столичный клуб «Тевалте-Марлекор» (позднее — «Марлекор», «ТФМК») в высшем дивизионе Эстонии. Выступал за клуб в течение 12 лет, сыграв более 190 матчей в высшей лиге. Со своим клубом становился чемпионом Эстонии (2005), неоднократным призёром чемпионата, обладателем Кубка и Суперкубка Эстонии. Принимал участие в играх еврокубков. В 2007 году покинул ТФМК и провёл один сезон в клубе «Нарва-Транс», с которым стал финалистом Кубка страны, по окончании сезона завершил карьеру.
Всего в высшей лиге Эстонии сыграл 215 матчей и забил 23 гола.
Выступал за юниорские сборные Эстонии.

## Достижения
- Чемпион Эстонии: 2005
- Серебряный призер чемпионата Эстонии: 2001, 2003, 2004
- Бронзовый призёр чемпионата Эстонии: 1995/96, 2000, 2002
- Обладатель Кубка Эстонии: 2002/03, 2005/06
- Финалист Кубка Эстонии: 2003/04, 2004/05, 2006/07
- Обладатель Суперкубка Эстонии: 2005, 2006 (не играл), 2007 (не играл)